# Герб на Гърция
Гербът на Гърция представява бял кръст върху син щит, обграден с две маслинови клонки. Кръстът символизира принадлежността на страната към Православната църква, а маслиновите клонки – мира.
Емблемата е нарисувана или изтъкана върху шапките, униформите и копчетата на армията, полицията и силите за сигурност и др.
Гръцкият национален герб е предвиден в конституцията от 1 януари 1822 (след Освобождението) и приет на 15 март същата година.
На първоначалния национален символ на Гърция е изобразена богинята Атина и бухал. По времето на Йоанис Каподистриас, първият министър-председател на съвременна Гърция, като национална емблема е използван фениксът – символ на прераждането. При управлението на крал Отон I, кралският кръст, с два коронясани лъва, държащи герба с кралската корона, се превръща в национален герб на страната. С пристигането крал Георгиос I, баварският герб е заменен с датския. След като Гърция става република през 1924 националният герб съдържа само бял кръст на син фон. Датският герб се връща с възстановяването на монархията до 1967. Когато военната хунта, която управлява Гърция в периода 1967 – 1974 г. премахва монархията (на 1 юни 1973) фениксът, който е бил емблема на хунтата става естествен избор за герба, за да замести кралските елементи. С края на управлението на хунтата (1974 г.), фениксът е премахнат, като напомнящ за онези години.
- Гербът с богинята Атина и бухала
- Гербът по времето на Йоанис Каподистриас с феникса
- Баварският герб при Отон I
- Датският герб при Георгиос I
- Гербът на Гръцката република 1924 – 1935
- Гербът при завръщането на монархията 1935 – 1967
- Гербът след премахването на монархията при управлението на военната хунта 1967 – 1975
- Гербът на Гръцката република от 1975 до настоящия момент